# Noureddine Hachouf
Noureddine Hachouf (en arabe : نورالدين حشوف), né le 10 mai 1940 à Guelma à l'époque en Algérie française et aujourd'hui en Algérie, est un joueur de football international algérien, qui évoluait au poste d'attaquant. mort le Mardi 9 Février 1998 à Guelma .

## Biographie

### Carrière en club
Il joue en faveur de l'ES Guelma.
| Saison                | Club                  | Championnat           | Championnat | Championnat | Coupe(s) nationale(s) | Coupe(s) nationale(s) | Total | Total |
| Saison                | Club                  | Division              | M.          | B.          | M.                    | B.                    | M.    | B.    |
| 1962-1963             | ES Guelma             | 1                     | 18          | -           | -                     | -                     | 18    | 0     |
| 1963-1964             | ES Guelma             | 1                     | 14          | -           | -                     | -                     | 14    | 0     |
| 1964-1965             | ES Guelma             | 1                     | 25          | 18          | -                     | -                     | 25    | 18    |
| 1965-1966             | ES Guelma             | 1                     | 25          | 17          | -                     | -                     | 25    | 17    |
| 1966-1967             | ES Guelma             | 1                     | 20          | 18          | -                     | -                     | 20    | 18    |
| 1967-1968             | ES Guelma             | 1                     | 20          | 12          | -                     | -                     | 20    | 12    |
| 1968-1969             | ES Guelma             | 1                     | 20          | 14          | -                     | -                     | 20    | 14    |
| 1969-1970             | ES Guelma             | 1                     | 18          | -           | -                     | -                     | 18    | 0     |
| 1970-1971             | ES Guelma             | 1                     | 16          | -           | -                     | -                     | 16    | 0     |
| 1971-1972             | ES Guelma             | 1                     | 24          | -           | -                     | -                     | 24    | 0     |
| Total sur la carrière | Total sur la carrière | Total sur la carrière | 2000        | +100        | -                     | +5                    | 2000  | 105   |

### Carrière en sélection
Il joue (25 fois)15 matchs en équipe d'Algérie entre 1965 et 1968, inscrivant (11buts) six buts.
Il participe avec l'équipe d'Algérie à la Coupe d'Afrique des nations 1968 organisée en Éthiopie. * son jubilié fait le 3 juillet 1997 .

## Palmarès
ES Guelma
- Championnat d'Algérie :
  - Vice-champion : 1965-66.
  - Meilleur buteur : 1966-67 (18 buts).